# Villaroger
Villaroger – miejscowość i gmina we Francji, w regionie Owernia-Rodan-Alpy, w departamencie Sabaudia.
Według danych na rok 1990 gminę zamieszkiwały 374 osoby, a gęstość zaludnienia wynosiła 13 osób/km² (wśród 2880 gmin regionu Rodan-Alpy Villaroger plasuje się na 1258. miejscu pod względem liczby ludności, natomiast pod względem powierzchni na miejscu 244.). 
Przez gminę przepływa rzeka Isère. 